# Uhha-Ziti
Uhha-Ziti (... – 1318 a.C.) (o anche Uhhazidi) è stato un sovrano del XIV secolo a.C. dello stato di Arzawa Minor.

## Biografia
Fu possibilmente l'ultimo sovrano (o  il figlio dell'ultimo sovrano) della nazione Arzawa unita (detta dagli studiosi anche "Grande Arzawa", secondo un termine coniato da S. Heinhold-Krahmer), prima della sottomissione definitiva agli Ittiti avvenuta attorno al 1345 a.C. e che durerà, tra rivolte e ripetuti focolai di ribellione, fino alla distruzione di entrambe le "nazioni", avvenuta per l'avanzata dei Popoli del Mare attorno al 1180 a.C.
Dopo la massima potenza raggiunta dal mondo Arzawa (1365 a.C. ca) sotto Tarhuna-Radu, il riscatto ittita arrivò un decennio più tardi sotto Šuppiluliuma I che non solo riconquistò i territori persi (1355-1345 ca.) ma sottomise la nazione Arzawa, estendendo i domini ittiti a tutta l'Anatolia; sfortunatamente le "Gesta" di questo grande sovrano sono arrivate sino a noi molto danneggiate, ma da quelle di suo figlio Muršili II e dai numerosi testi sopravvissuti (orazioni, corrispondenza, ecc..) alcuni studiosi ritengono oggi che il sovrano Arzawa con cui si confrontò potesse anche essere Uhha-Ziti, che sappiamo aver partecipato alle ostilità guidando l'esercito arzawa a Puranda.
Comunque sia, fu proprio Šuppiluliuma poi ad affidargli il trono di Arzawa, una volta resala vassalla, terminata la riconquista dell'Ovest anatolico. La lettura più probabile, alla luce degli eventi successivi, è che gli Ittiti siano riusciti a sconfiggere e rendere tributari gli Arzawa, ma che il loro controllo sull'Ovest sia stato relativamente blando, al punto che Šuppiluliuma abbia dovuto "accettare" che Uhha-Ziti restasse in carica (mentre gli Ittiti gli avrebbero certamente preferito Mashuiluwa, forse suo fratello), rendendolo comunque vassallo con un trattato di subordinazione.
Probabilmente Uhha-Ziti non era figlio di Tarhuna-Radu, ma legato al suo entourage familiare; è possibile fosse il figlio di suo figlio, come ipotizza Freu, che potrebbe essere stato un tale Anzapahaddu del quale abbiamo notizia per aver sfidato il re ittita (1345 ca.), sconfitto pesantemente il generale ittita Himuili inviatogli contro e alla fine, solo dopo un estenuante scontro armato, battuto dall'esercito guidato dal re Šuppiluliuma I stesso. In questa guerra il nome di Uhha-Ziti già compare in un passaggio frammentario delle "Gesta": pare di desumere infatti che Šuppiluliuma lo abbia sconfitto presso Puranda nella fase terminale del conflitto, forse l'ultima battaglia, riconquistando la città e spingendo gli Arzawa sempre più verso Ovest.
Comunque nel 1321 all'ascesa al trono del figlio di Šuppiluliuma, Muršili II, troviamo un Uhha-Ziti già maturo sul trono di uno degli Stati in cui l'area Arzawa è stata suddivisa, il regno di Arzawa Minor con capitale Apasa/Efeso; tutto il mondo Arzawa è ancora vassallo ittita. Illuso dalla giovane età del nuovo sovrano, Uhha-Ziti sfida con parole pesanti Muršili, definendolo bambino con un regno in rovina; si rifiuta di restituire dei rivoltosi dello Stato suddito ittita di Lukka riparati presso di lui e solleva l'intero mondo Arzawa verso l'indipendenza; Muršili, appena ventenne, rompe gli indugi ed alla testa del proprio esercito si dirige verso occidente. Dai testi giunti sino a noi si intuisce tutta la trepidazione ed il timore del giovane sovrano mentre marcia verso Arzawa.
Gli stati Arzawa tuttavia si dividono: solo la Terra del fiume Seha segue Uhha-Ziti, mentre Hapalla e Wilusa restano neutrali e Mashuiluwa guida il popolo di Mira, o almeno parte di esso, in appoggio agli Ittiti; a fomentare la rivolta di Uhha-Ziti è lo stato miceneo di Ahhiyawa, ancora non identificato con certezza, che ha evidenti mire sull'Anatolia occidentale: sta tentando di infiltrarvisi sfruttando le rivalità locali ed ha posto la propria base operativa nella città di Mileto/Millawata, ora entrata nella sua sfera di influenza.
Mentre Mursili marcia verso Arzawa, un meteorite cade sulla città di Apasa e ferisce, tra gli altri, proprio Uhha-Ziti alle ginocchia; gli Ittiti interpretano questo segnale come benaugurante, mentre il re Arzawa, impossibilitato a guidare le proprie truppe, le invia contro Muršili con alla testa suo figlio Piyama-Kurunta. Lo scontro sul fiume Astarpa è cruento e decisivo: Mursili sconfigge l'esercito Arzawa e marcia indisturbato su Apasa (1319).
Uhha-Ziti, gravemente sofferente, fugge prima dell'arrivo degli Ittiti e ripara "nelle isole attraverso il mare", che gli studiosi ritengono trattarsi di territori di Ahhiyawa, anche alla luce dell'estradizione avvenuta l'anno seguente, da parte del sovrano di questo Stato, di Piyama-Kurunta riparato presso di lui. Mursili marcia senza più opposizione fino ad Apasa che saccheggia e sottomette, sorte riservata anche a Millawata; il re resterà ancora per un anno in terra Arzawa (1318), completando l'opera di riaffermazione completa del potere ittita, ma Uhha-Ziti non vedrà tutto questo: all'inizio della Primavera seguente, appena pochi mesi dopo la fuga, morirà infatti in esilio, verosimilmente per le conseguenze delle ferite riportare in seguito al meteorite, oltre che per l'età certo avanzata.
Lo stato di Arzawa Minor al termine della rivolta verrà cancellato ed i territori inglobati nel regno di Mira. Alcuni storici ritengono oggi che il sobillatore Piyama-Radu, che con l'appoggio di Ahhiyawa terrà in scacco l'impero ittita per tutta la prima metà del XIII secolo mediante rivolte ed insurrezioni armate in varie terre Arzawa, potesse essere il nipote di Uhha-Ziti che tentava di riconquistare il trono del nonno..